# Битка при Неапол
Битката при Неапол (на латински: Neapolis) е обсадата на град Неаполис (днес Неапол) от римляните, която води до започването на Втората самнитска война (326 – 304 пр.н.е.).
През 327 пр.н.е. самнитите поставят гарнизон от 4000 души в град Неапол. През 326 пр.н.е. Рим, с консулите Квинт Публилий Филон и Луций Корнелий Лентул, идва на помощ на Неапол, след което самнитите обявяват война на Рим.